# Hackelia brevicula
Hackelia brevicula là loài thực vật có hoa trong họ Mồ hôi. Loài này được (Jeps.) J.L. Gentry mô tả khoa học đầu tiên năm 1974.